# Cynthia Brewerová
Cynthia Ann Brewerová, nepřechýleně Brewer (* 1960) je americká profesorka geografie na Pennsylvania State University, kde vedla v letech 2014–2021 katedru geografie. Zabývá se převážně navrhováním dobře čitelných digitálních map a kartogramů a teorií barev. Doktorát z geografie získala v roce 1991 na Michiganské státní univerzitě. Spolu s Markem Harrowerem vytvořila počítačový nástroj ColorBrewer, sloužící pro výběr barevných palet, který vzešel z práce na atlasu ke Sčítání lidu Spojených států amerických v roce 2000. V roce 2005 vyšla její kartografická příručka Designing Better Maps: A Guide for GIS Users, jejíž druhé vydání vyšlo v roce 2016. Za práci na symbolech pro projekt US Topo jí v roce 2013 udělil United States Geological Survey Cenu Henryho Gannetta a v roce 2019 získala ocenění O. M. Miller Cartographic Medal udělované Americkou geografickou společností. Na mezinárodní kartografické konferenci v roce 2023 jí Mezinárodní kartografická asociace udělila Zlatou medaili Carla Mannerfelta za významný přínos na poli kartografie. Stala se čtrnáctou osobou a první ženou, která toto ocenění obdržela.

## ColorBrewer

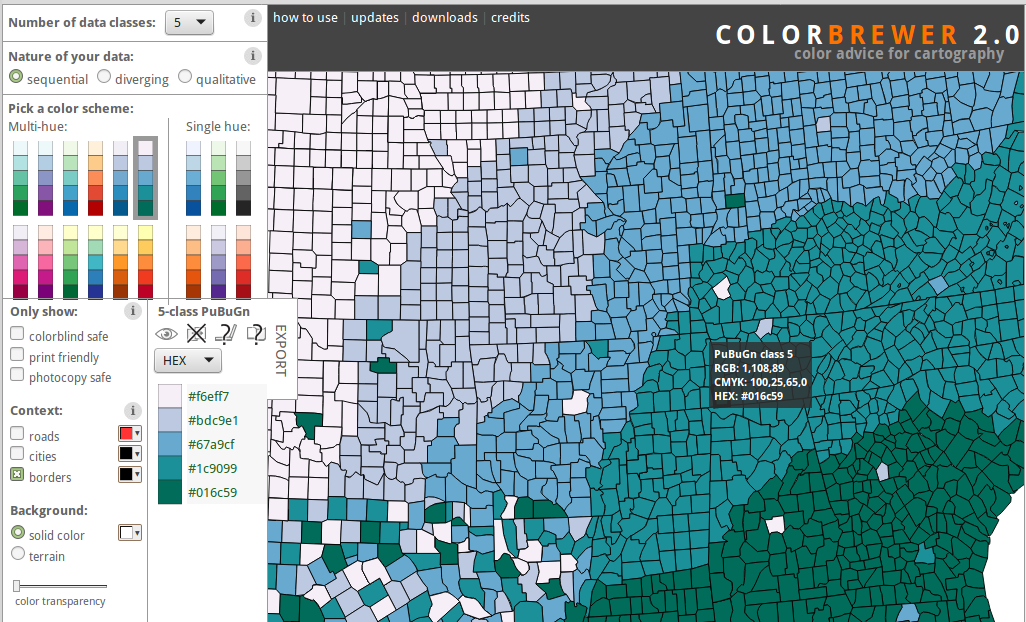
Webová verze ColorBrewer 2.0

ColorBrewer je nástroj z roku 2002 dostupný online uvolněný pod licencí Apache 2.0, který podle zadaných kritérií nabídne hodnoty (v RGB, CMYK a hexadecimální soustavě) několika barevných palet připravených k užití a ukáže je na příkladové mapě. Možnými volbami jsou například počet barev, kvalitativní nebo kvantitativní (gradace nebo odchylky od průměru) rozdíly mezi barvami, barvy vhodné pro tisk nebo barvy snadno čitelné lidmi s barvoslepostí. Tyto palety jsou součástí knihoven programovacího jazyka R.
Několik příkladů pětibarevných ColorBrewer palet:
|  |  |  |  |  | BuPu (gradace)         |
|  |  |  |  |  | YlGnBu (gradace)       |
|  |  |  |  |  | RdYlBu (odchylky)      |
|  |  |  |  |  | Pastel1 (kvalitativní) |